# Răzoarele (okręg Konstanca)
Răzoarele – wieś w Rumunii, w okręgu Konstanca, w gminie Oltina. W 2011 roku liczyła 654 mieszkańców.